# Kreuzschlepper

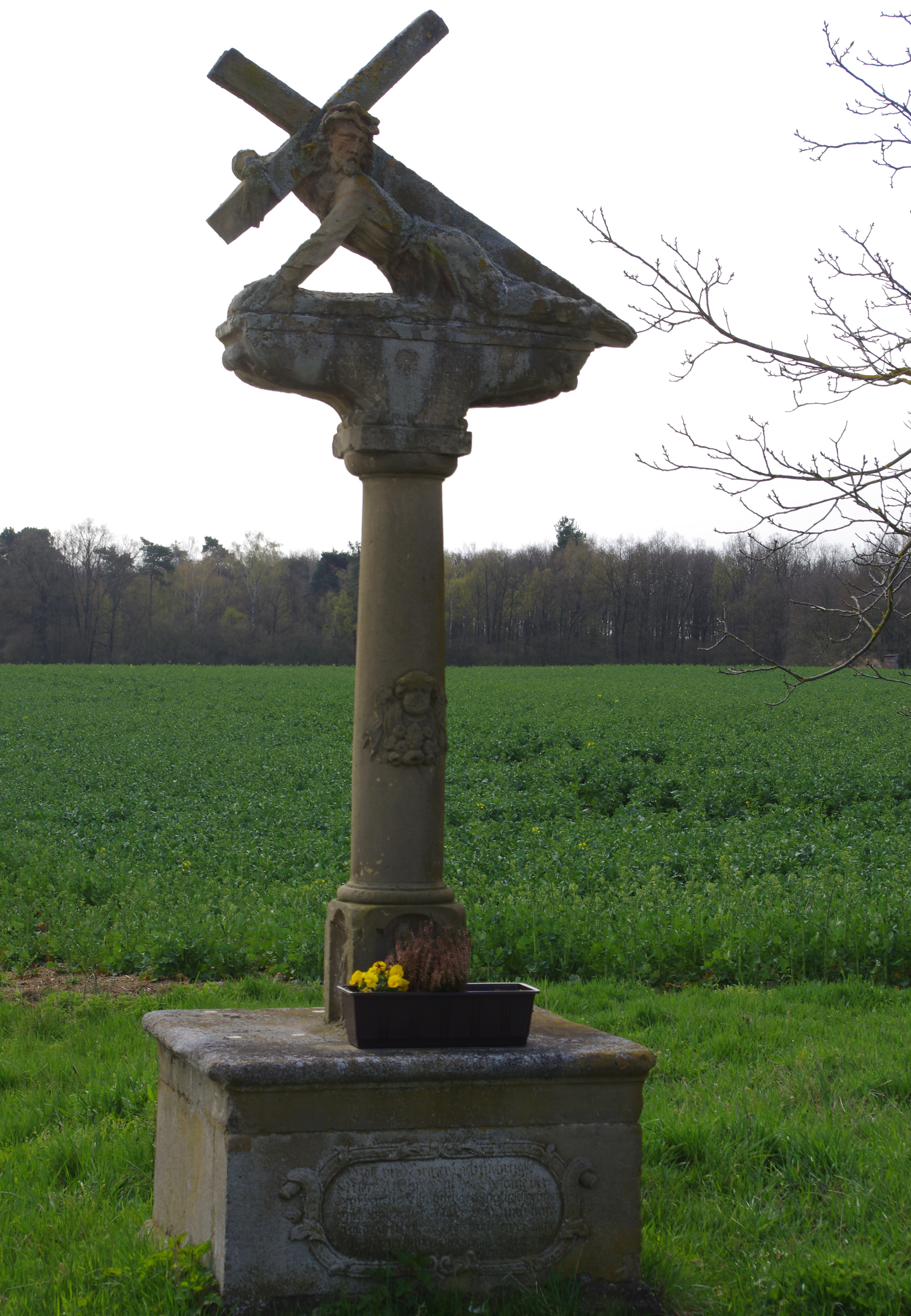
Kreuzschlepper von 1728 bei Kolitzheim-Lindach, Landkreis Schweinfurt, Unterfranken

Als Kreuzschlepper (auch Kreuzträger, Kreuzschleifer; umgangssprachlich Kreuzschlager, Kreuzschlaafer) bezeichnet man die Darstellung des kreuztragenden Christus in Form einer Freifigur. Die im 17. Jahrhundert aufkommende Sonderform des Bildstocks ist insbesondere in Franken weitverbreitet und prägt, vor allem in den katholischen Bistümern Bamberg und Würzburg, die Landschaft.

## Etymologie
Die Bezeichnungen Kreuzschlepper, Kreuzträger oder Kreuzschleifer für die Skulpturen sind eine Erfindung des 20. Jahrhunderts, als die akademische Forschung auf sie aufmerksam wurde. Zeitgenössische Quellen des 17. und 18. Jahrhunderts sprechen vielmehr von „Bild“, „Bildnis“, „Biltnus“ oder „Marterbild“, die geläufige, ikonografisch nicht festgelegte Beschreibung des Bildstocks in Franken. Meist wurde diese Umschreibung noch mit einem Hinweis auf das Motiv, den das Kreuz tragenden Heiland, versehen.
Der Kreuzschlepper tauchte auch in anderem Zusammenhang in den Quellen auf. Kreuzschlepper waren für die Menschen der Vormoderne Teilnehmer an den Prozessionen während der Karwoche, die als Symbol das Kreuz trugen und so den Leidensweg Christi bildlich der Gemeinde vor Augen führten. Noch heute wird in der katholischen Liturgie der Ministrant mit dem Vortragekreuz als Kruziferar oder Kreuzträger bezeichnet. In den bayerischen Denkmallisten ist die Bezeichnung Kreuzschlepper am häufigsten. Im Landkreis Lichtenfels existiert parallel dazu der Terminus Kreuzträger. Der Kreuzschleifer ist eine umgangssprachliche Abwandlung des Begriffs.

## Geschichte
Die Darstellung des Leidenswegs Christi wurde bereits in Bildwerken der Spätgotik aufgegriffen. Das Sujet wurde zu einer Station der sieben Fußfälle und einer der 14 Stationen eines Kreuzweges. Parallel zu dieser Entwicklung wurde das Motiv auch immer wieder in Bildstöcken verarbeitet. Die älteste bekannte Darstellung ist ein Bildstockaufsatz in Junkersdorf und stammt aus der Spätgotik. In den folgenden Jahrhunderten veränderte man das Motiv immer wieder.
Erst im ausgehenden 17. Jahrhundert begann man, Freifiguren des kreuztragenden Christus zu errichten. Noch 1707 wurde auf einem Bildstock in Distelhausen bei Tauberbischofsheim der Kreuzschlepper als ein Element eines größeren Reliefs gezeigt. In der Folgezeit erhielt der Kreuzträger immer mehr Raum innerhalb der Darstellung und wurde bald zur Freifigur weiterentwickelt. Zunächst gestaltete man ihn in Kombination mit anderen biblischen Motiven, wie dem Schweißtuch der Veronika oder der Mater dolorosa.
Dabei bestand ein obrigkeitliches Interesse, die Kreuzschlepper in der Landschaft sichtbar zu machen. Seit dem Ende des Dreißigjährigen Krieges war Franken zu einem konfessionell gemischten Landstrich geworden. Die Bildstöcke mit ihren Motiven machen beim Durchwandern klar, wo der Katholizismus vorherrscht. Daneben wirkte sich auch das vielfältige Bruderschaftswesen auf die Motivfindung der Bildhauer aus. Bis 1737 entstanden in vielen Pfarreien des Bistums Würzburg Corporis-Christi-Bruderschaften zur Verehrung der Eucharistie. Sie wurden mit Kreuzbruderschaften ergänzt, die sich insbesondere entlang von Wallfahrtswegen wie der Strecke zum Kreuzberg in der Rhön formierten.
Die frühesten Freifiguren können auf die Jahre um 1680 datiert werden, in Effeldorf hat sich ein Schlepper erhalten, der mit „1695“ bezeichnet ist. Die Bildstocksetzungen entsprachen dabei den üblichen Motiven für eine solche Stiftung, private Frömmigkeit, Grenzmarkierung oder Wegmarken. Häufig entstanden Kreuzschlepper entlang von Wallfahrtswegen und dienten den Menschen als Orte der Andacht. Die Inschriften auf manchen Kreuzschleppern unterstreichen dies. Das Motiv blieb auch nach dem Ende des 18. Jahrhunderts beliebt.
Im 20. Jahrhundert entstanden moderne Kreuzschlepper wie zum Beispiel im Volkacher Gemeindeteil Rimbach. Das Motiv fand nach dem Ersten Weltkrieg auch Eingang in die Gestaltung von Kriegerdenkmälern. Dafür wurden auch ältere Schlepper umfunktioniert. So zog man für das Ehrenmal für die Gefallenen des Zweiten Weltkriegs in Ebermannstadt den kreuztragenden Christus aus dem benachbarten Breitenbach von 1751 heran.

## Beschreibung

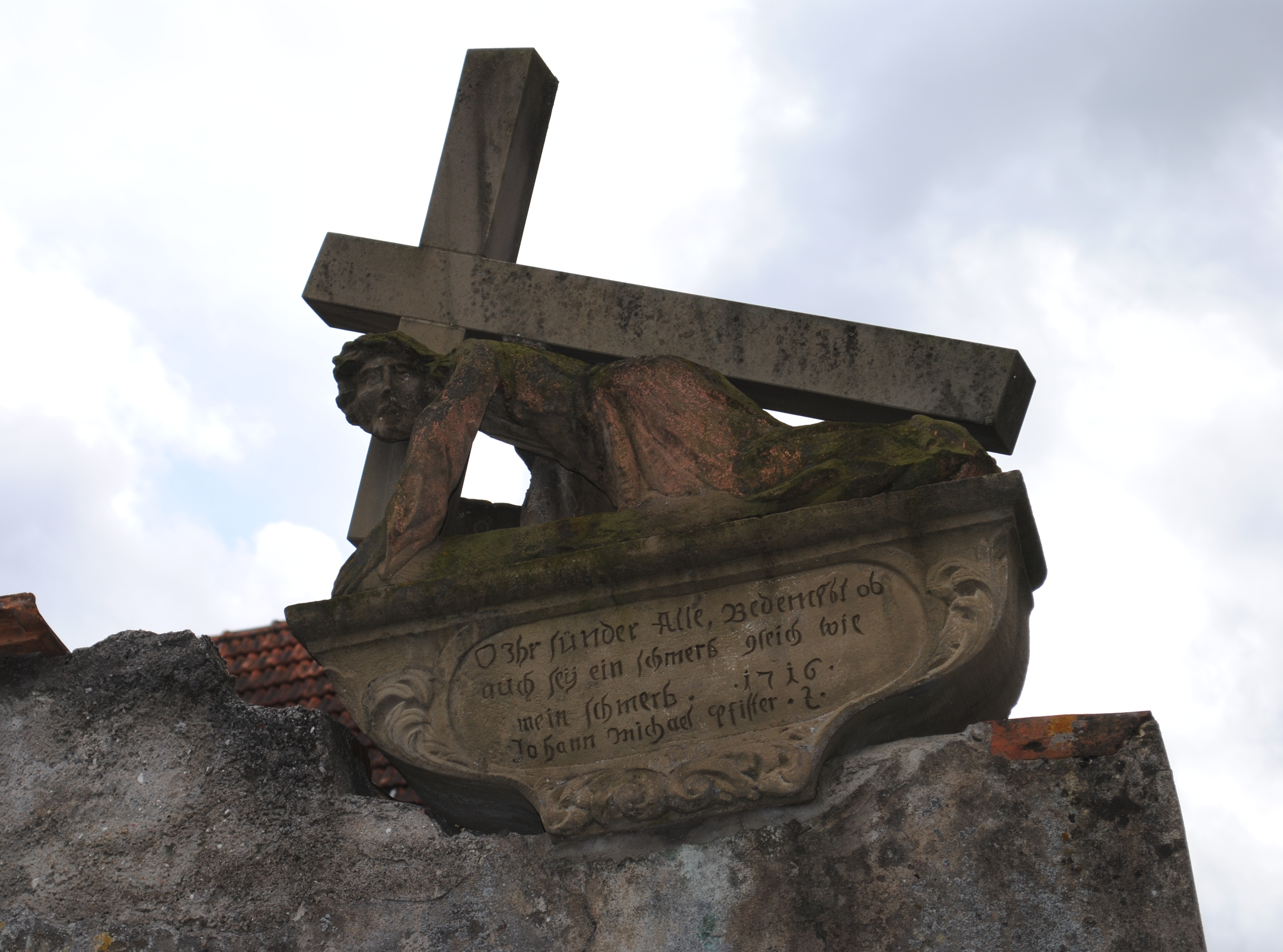
Kreuzschlepper von 1716 in Volkach-Fahr, Landkreis Kitzingen, Unterfranken mit typischer Inschriftentafel

Das Motiv des kreuztragenden Christus existiert heute in Varianten. Selten geht der meist dornenbekrönte Christus noch unter der Last des Kreuzes, häufiger ist er bereits darüber zusammengebrochen. Besonders frühe Beispiele zeigen Christus zusammen mit den Henkersknechten. Eine solche Darstellung hat sich auf einem Stock in Obervolkach erhalten und ist auch in Aub, Euerfeld, Bad Brückenau, Oberschwarzach, und Forchheim belegt. Dort brachte man das Motiv oberhalb eines Prozessionsaltars an, sodass er als Übergangsform gelten kann.
Typisch für den Darstellungstyp ist die Inschriftentafel, die den vorbeigehenden Menschen an das Schicksal des Gekreuzigten ermahnt. Kreuzschlepper wurden oftmals auf hohen Säulen errichtet, die weithin sichtbar aufragten. Die Figuren sind auch auf Hausmauern und breiten Sockeln zu finden. Die filigrane Gestaltung der Kreuzesbalken führte dazu, dass sie häufig dem Vandalismus ausgesetzt sind und immer wieder erneuert werden müssen.
Ursprünglich waren viele der Figuren farbig gefasst. Die Jesusfigur wurde lebensecht bemalt, wobei man Kalkfarben verwendete. Diese hafteten nicht lange auf dem Stein, sodass einige Objekte bereits nach wenigen Jahrzehnten renoviert werden mussten. Heute hat sich die Farbe nur bei wenigen Kreuzschleppern erhalten, sie wird in der Regel auch nicht erneuert. Die Skulpturen werden teilweise mit metallenen Baldachinen vor Witterungseinflüssen geschützt, teilweise umgibt man sie in den Wintermonaten mit einer hölzernen Einhausung.

## Verbreitung und Beispiele
Die Kreuzschlepper sind insbesondere in den beiden Bistümern Bamberg und Würzburg in Ober- und Unterfranken weit verbreitet. Wenige Exemplare gibt es auch in den ehemals zu Bamberg gehörenden Gebieten Mittelfrankens und in den heute zu Baden-Württemberg gehörenden Einflussbereich des Würzburger Bischofs. Viele Schlepper sind vom Bayerischen Landesamt für Denkmalpflege als Baudenkmäler eingeordnet, in Baden-Württemberg sind sie Kleindenkmale.
- Kreuzschlepper (Münnerstadt), aus dem Jahr 1755
- Kreuzschlepper (Volkach), in Volkach haben sich besonders viele Kreuzschlepper erhalten, darunter ist auch der
- Kreuzschlepperbildstock (Obervolkach), der Stock wurde 1716 errichtet,
- Kreuzschlepper (Reiterswiesen, Kissinger Straße 131), aus der Zeit um 1900
- Kreuzschlepper (Reiterswiesen, Eichesberg), aus dem Jahr 1721
- Kreuzschlepper (Bad Kissingen, Platz Heimattreue), aus dem 18. Jahrhundert

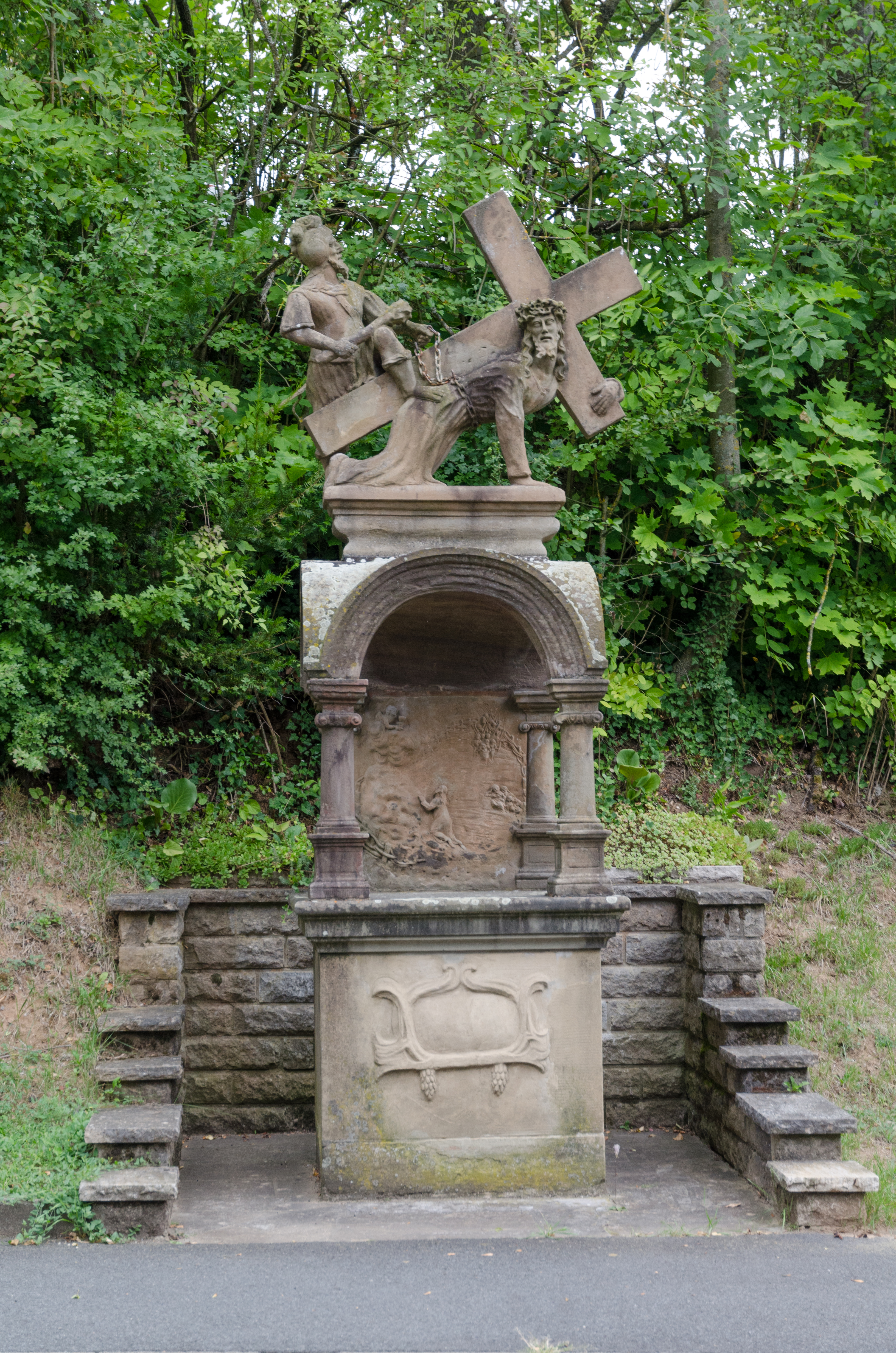
Prozessionsaltar mit getretenem Kreuzschlepper, Euerdorf
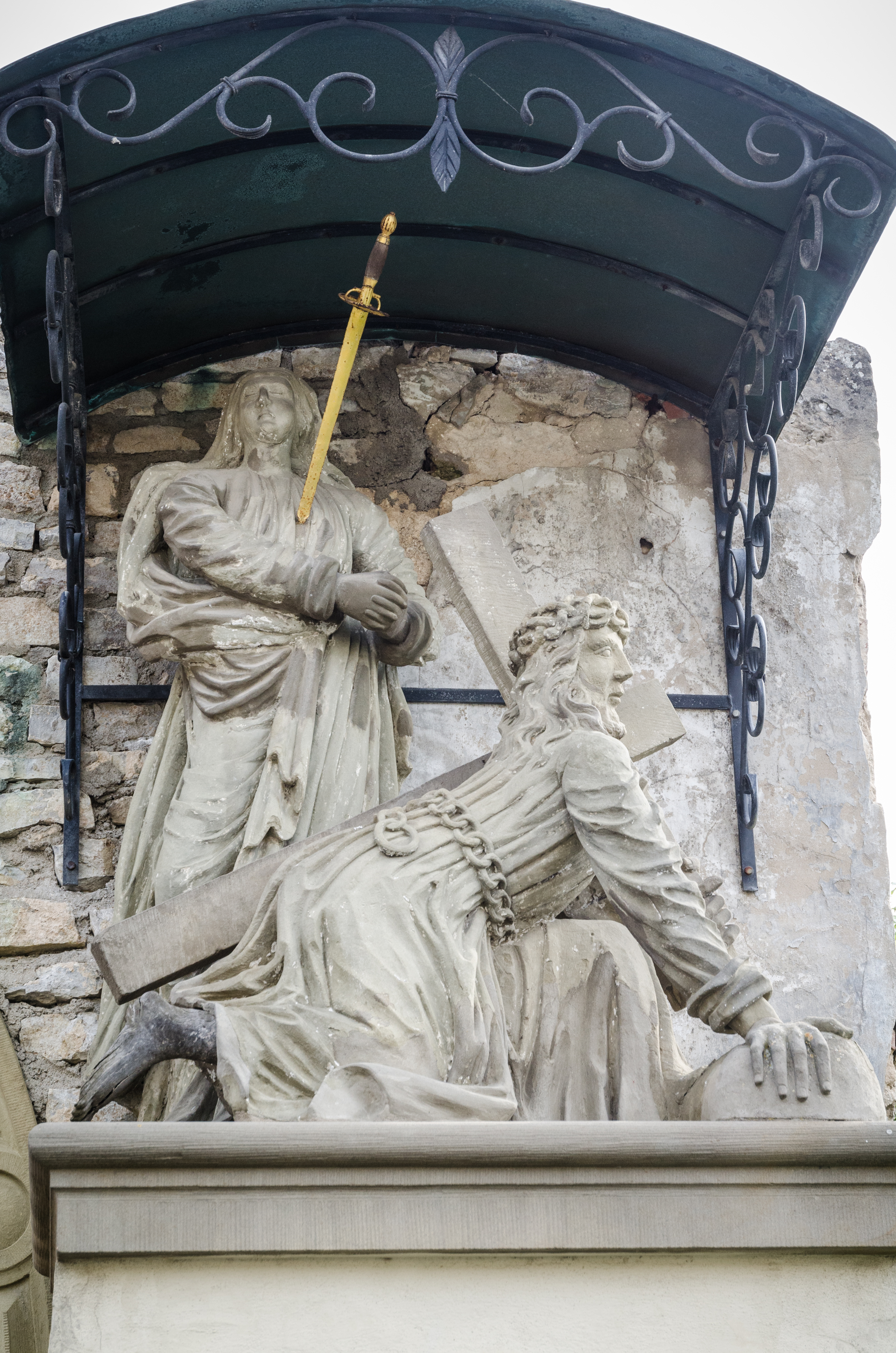
Kreuzschlepper und Mater dolorosa, Sommerach
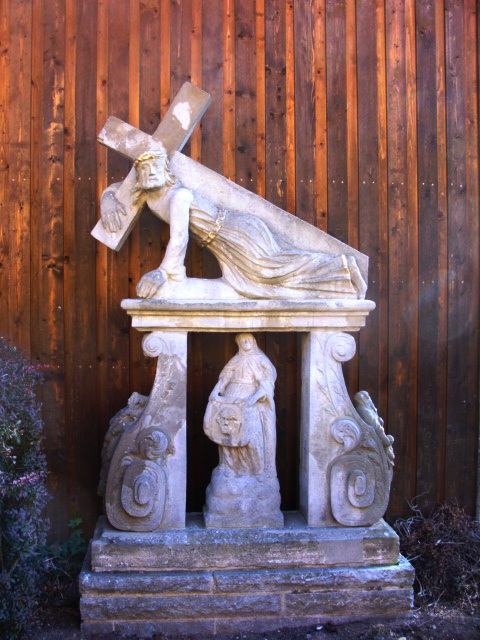
Veronika mit dem Schweißtuch, darüber ein Kreuzschlepper, Volkach-Escherndorf
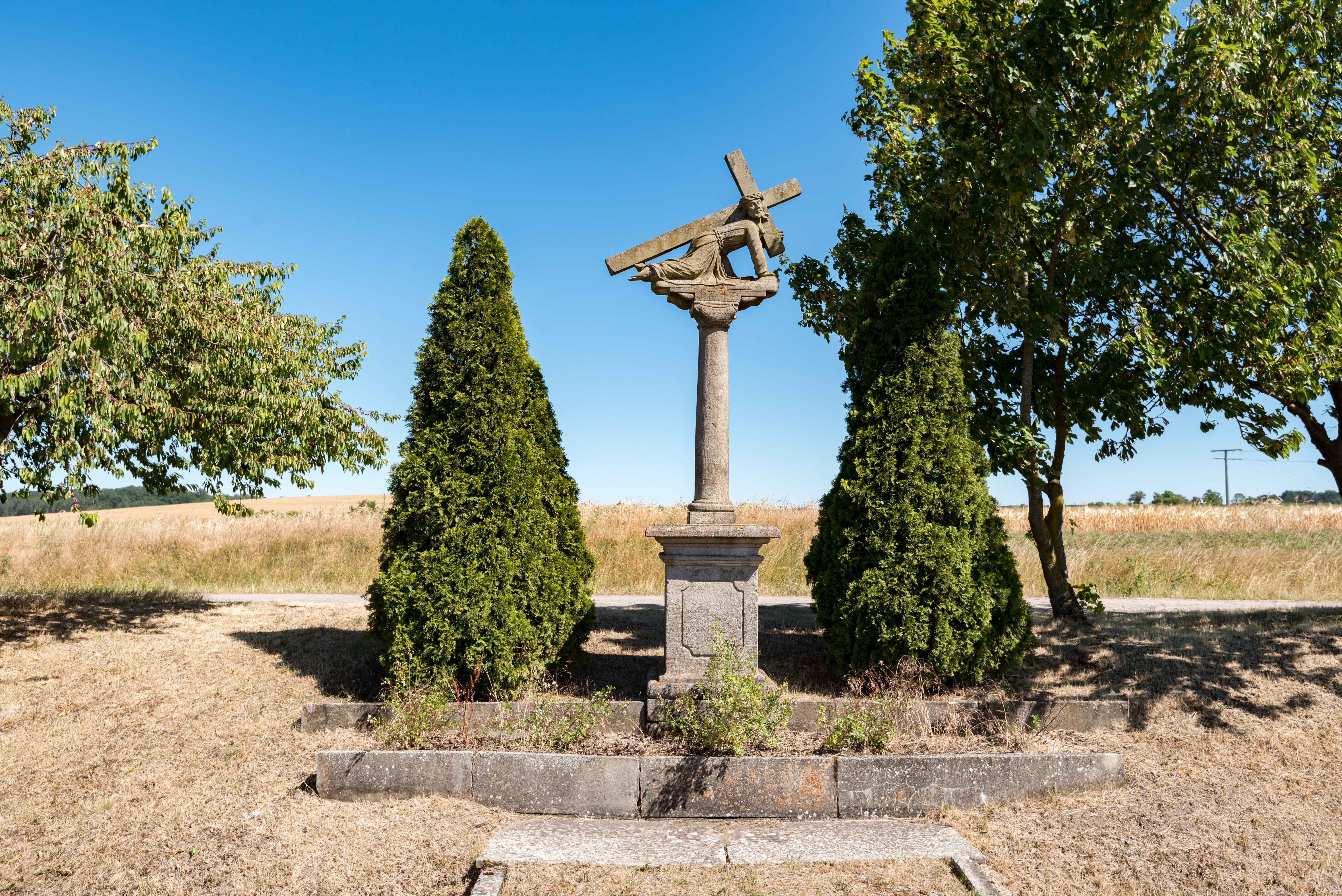
Kreuzschlepper in Bad Königshofen im Grabfeld-Althausen, Unterfranken ⊙
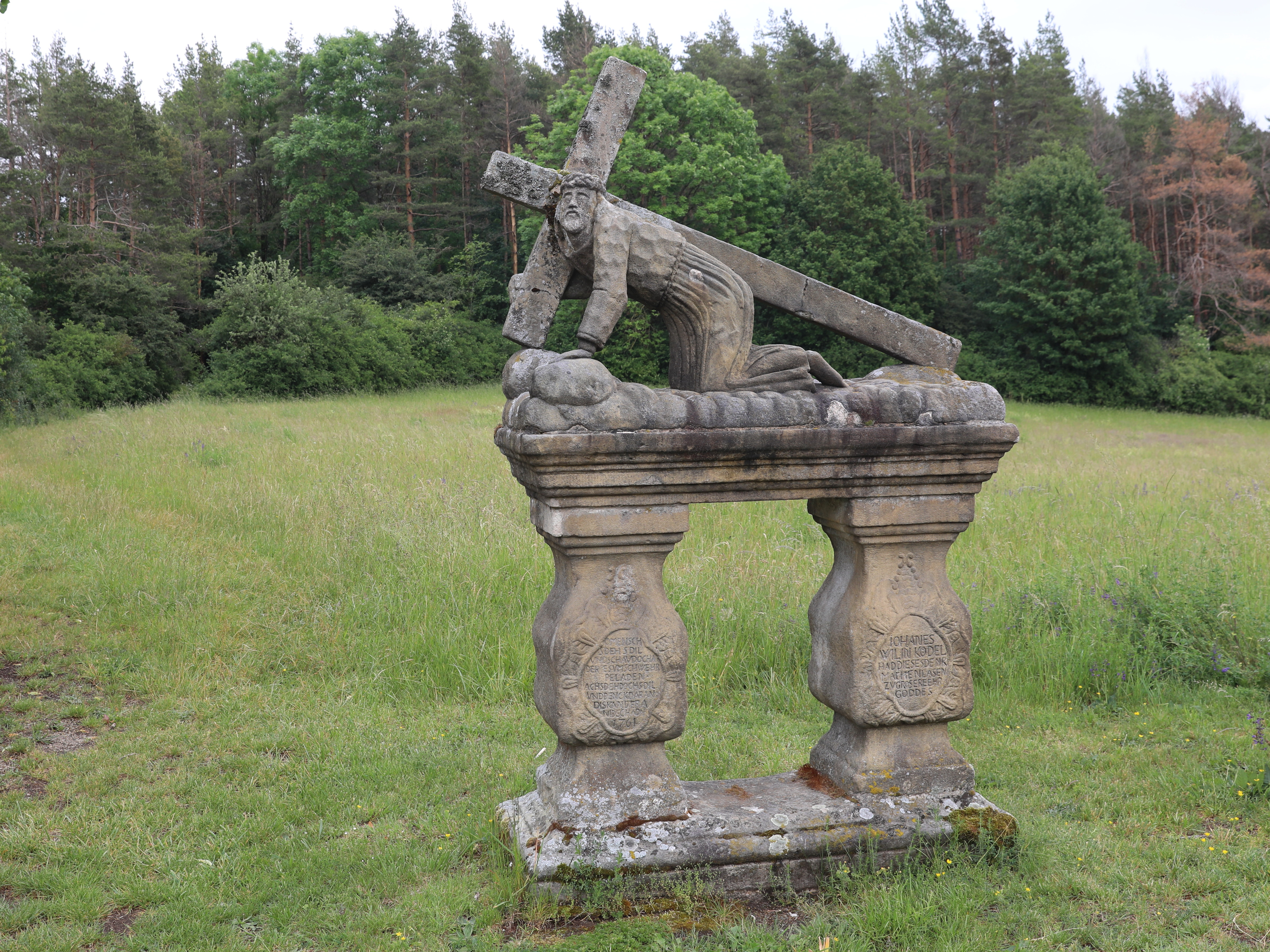
Kreuzschlepper in Lichtenfels-Köttel, Oberfranken ⊙
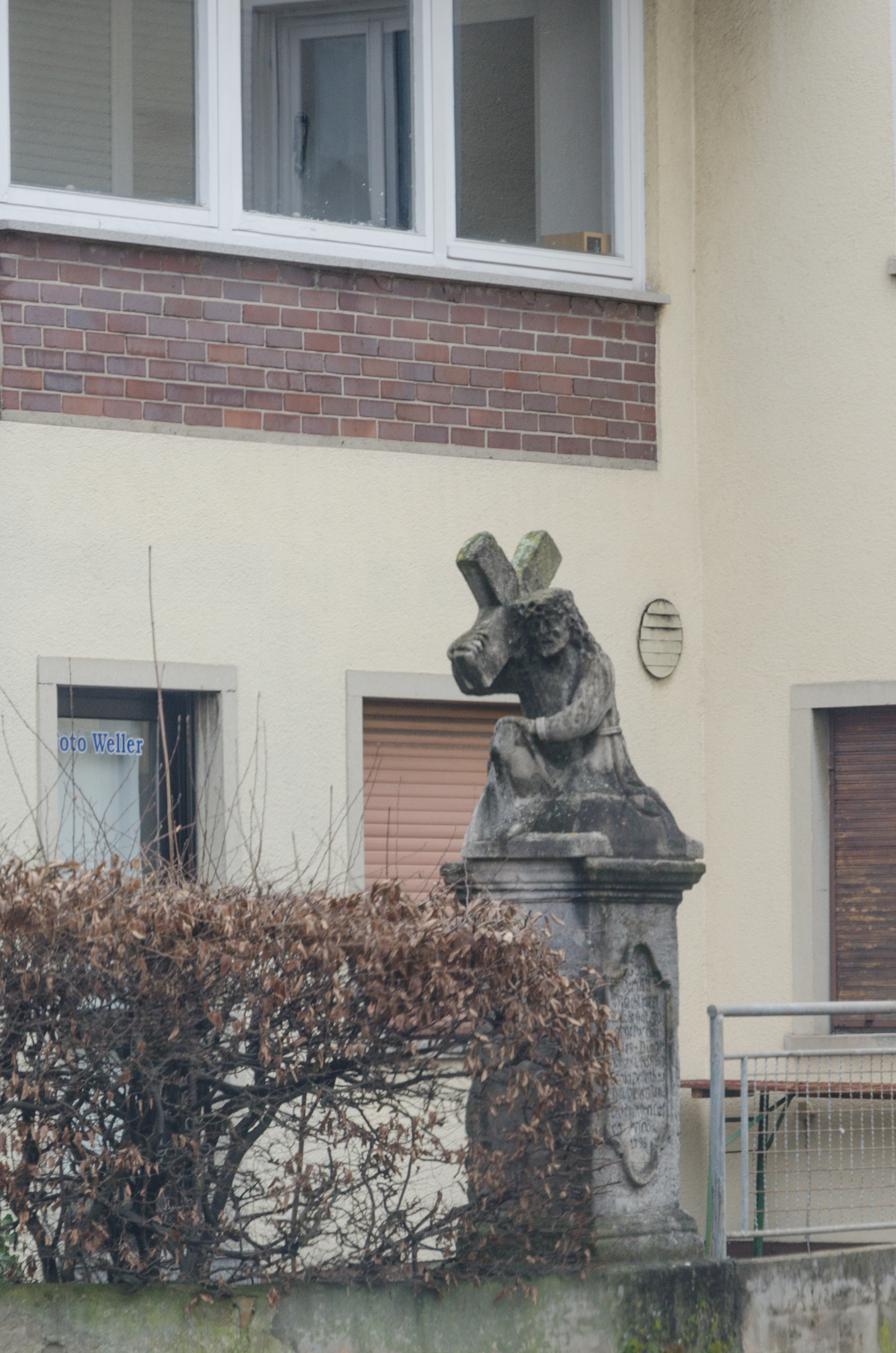
Kreuzschlepper in Höchstadt an der Aisch, Mittelfranken ⊙
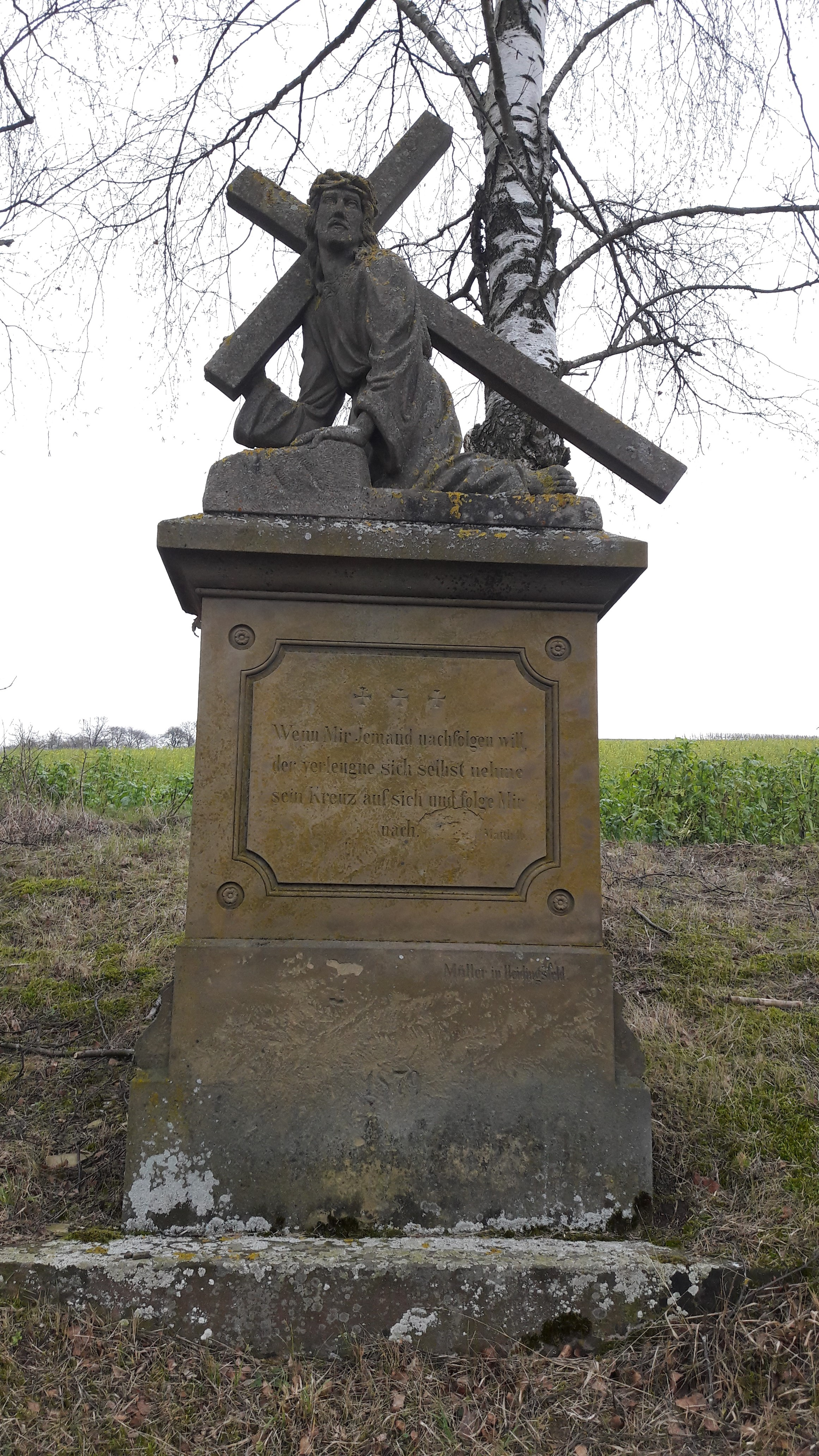
Kreuzschlepper in Tauberbischofsheim-Impfingen, Regierungsbezirk Stuttgart ⊙